# الاختيار 3 (مسلسل)
الاختيار 3 هو مسلسل تلفزيوني مصري عُرض في شهر رمضان عام 1443 هـ (2 أبريل 2022م)، من بطولة كريم عبد العزيز، أحمد السقا، ياسر جلال وأحمد عز، من تأليف هاني سرحان ومن إخراج بيتر ميمي.

## قصة المسلسل
تدور أحداث المسلسل حول ما شهدته مصر خلال السنوات التى أعقبت ثورة 25 يناير، والأسباب التي أدت إلى وصول جماعة (الإخوان المسلمين) إلى رأس السلطة، والأزمات التي لحقت بمصر في تلك الفترة التي سببت في حالة غضب شعبي على الجماعة والرئيس السابق محمد مرسي، والتي انتهت باندلاع ثورة 30 يونيو.

## طاقم التمثيل
| - ياسر جلال: عبد الفتاح السيسي - كريم عبد العزيز: زكريا يونس - أحمد السقا: مصطفى خليفة - أحمد عز: مروان العدوي - خالد الصاوي: خيرت الشاطر - محمد رياض: العميد يسري - أحمد بدير: المشير طنطاوي - أمير المصري: يحيي - إيمان العاصي: نادية - محمد العمروسي: أكرم - دنيا المصري:إسراء - شريف حافظ - كارولين عزمي: غادة - المخابرات العامة - سمر مرسي: إيريني - محمد علي رزق - محمود البزاوي: محمود - عبد العزيز مخيون: محمد بديع | - نجلاء بدر - بيومي فؤاد: محمد سعد الكتاتني - صبري فواز: محمد مرسي - سيد رجب - خالد زكي: المستشار سعيد العدوي - يوسف صلاح - حسني شتا - عبد الله أشرف - أيتن عامر - هيدي كرم: فاطمة - منى عبد الغني: انتصار السيسي - جمال سليمان: لواء عباس كامل - أحمد كمال - صبحي خليل: هشام قنديل - مجدي سعيد: محمود عزت - شريف عواد: أسعد الشيخة | - شريف خير الله: عطا صاحب البازار - محمد أبو داوود:علي - لواء متقاعد - عبد الرحيم حسن: عصام الحداد - نادية رشاد: أم السيسي - أشرف زكي: اللواء مراد موافي - عادل فؤاد - مجدي فكري - أحمد وفيق: أحمد جمال الدين - ياسر الطوبجي: رجاء مصطفى صاحب كوافير حريمي - نور محمود: موريس ميلاد طبيب صيدلي - هشام إسماعيل: محمد البلتاجي - مايان السيد: أية بنت السيسي - أحمد سعيد عبد الغني - ناجي سعد - إسلام الجندي: عبد الباقي - محمد أحمد ماهر |

وإشترك في التمثيل
عبد الله أشرف: حسن شاهين - يوسف عبيد: البابا - شاهيناز: سكينة فؤاد - حسن الجيار: الفريق صدقي صبحي - هشام محمد شرف: كراوية القهوجي - أحمد عبد الحميد: خالد المنيمي - إبراهيم جمال:محمد رفاعة الطهطاوي - أدم شكري: عسكري م20 ح1 - ممدوح السمان: الميكانيكي - محمود الجابري: إسماعيل مجند من مجندين مروان - ليا - مليكة: بنات زكريا - يوسف أحمد: إبراهيم من مصطفى 10 سنين - يسرا كرم: انصاف موظفة السجل - سمير جوهر: رجل أخواني بالسجل - أحمد إبراهيم: عبد الستار موظف بالسجل - خضر زنون: حسين قيادي أخواني - مجدي السباعي: شعبان - نوران ماجد: صديقة زوجة أكرم - حسام: سائق خيرت الشاطر - سامح الخطيب: الإعلامي أحمد عبد العزيز - توكل: عنصر أجنبي - نادر الجريتلي: تمرجي - أحمد سعيد: شهاب مجند من مجندين مروان - عبد الرحمن السيد: كمال شاب منطقة موريس - عامر السبع: ساعي بالسجل - محمد البياع: كريم بديوي - نديم هاشم: تامر جبهة الأنقاذ - ملك بدوي: علا جبهة الإنقاذ - جيهان خيري: جبهة الإنقاذ - محمد شاهين: العميد خالد - حسين نصار: الرائد معتز - هاني حسن: صديق هشام - أشرف المهدي: الشيخ منتصر - نجوى شفيق: زوجة شعبان - فادي يسري: سعيد ابن شعبان 18 سنة - حسن يوسف:صفوت حجازي - مختار البرديسي: مرشد مع زكريا - محمد عبده:الحسيني أبو ضيف - محمود عبد الرازق: عبد القادر صديق الحسيني - حسام الفحام: ظابط بكمين ح5 م12 - سامح كمال: مازن قريب نادية - سيد زيكو: طبيب فاطمة - هاني حافظ: أيمن هدهد الأخواني - فاروق هاشم: شادي مصمم جرافيك - أحمد الجعفري: شاب أخواني ح 6 م2 - شريف حافظ: كمال ضابط مع مروان - أحمد عزت: رجل كبير أنيق - أبانوب ليشع: شاب أخواني ح6 م21 - نورا حبيب: أم عروسة مازن - معتز السويفي:حازم صلاح أبو إسماعيل - أدهم أبو شنب: الغراب - أحمد عبد السلام: أبو المنير - محمد الأمير: خطيب الجمعة - عمر عيسى: حفيد الإستاذ مكاوي - عصام عمر: علي يونس أخو زكريا - محمد حسن: شاب الإستفتاء - سامح كمال: رجل أمن وطني - أحمد إسماعيل: ناصر - مصطفى حمدي: عادل - عمرو القاضي: أبو أنس - أحمد التركي: مصعب - سنجرليلي: محمد ندا - شادي رؤوف: عبد الرحمن - هيثم فاروق: مهندس بالمخابرات الحربية - محمد سليم: عطية - أحمد مختار: رزق - كرستين عادل: سيدة بالسجل - عزت زين: البوب (خمسيني) - هشام صهيون: قاسم - أحمد الحناوي: يامن ظابط مخابرات غربي - نور مروان: طفلة بشقة موريس - ساندي مراد: سيدة بشقة موريس - أحمد عبد الجواد: رجل بشقة موريس - كاظم نبيل: عامر صديق موريس - منا عادل: سيدة 2 بشقة موريس - سمير حكيم: عميل بالسحل المدني - ممدوح الميري:عصام العريان - إسلام الجندي: عبد الباقي - أحمد حسن الطايفة: عابد - محمود وحيد: شحاتة - نادرين عبد السلام: شيماء - محمد أشرف الجداوي: سلفي 1 - محمد أشرف: سلفي 2 - علا عبد الباقي: بائعة - ولاء الحديني: سيدة سيناوية - أميرة فايد: زوجة اللواء علي - ميرنا نور الدين: بسمة - هاني الطمباري: أحمد عبد العاطي - أحمد علي: محمد وحيد

### معرض صور
| منى عبد الغني إنتصار السيسي | أحمد السقا الضابط/ مصطفى | صبري فواز محمد مرسي | كريم عبد العزيز الضابط/ زكريا يونس | خالد الصاوي خيرت الشاطر |

## فريق العمل
- تأليف: هاني سرحان
- إخراج: بيتر ميمي
- إنتاج: سينرجي للإنتاج الفني، تامر مرسي

## التصوير
تم تصوير بعض المشاهد في المسلسل في محافظة الإسماعيلية.